# 科莱-博西
科莱-博西（法語：Collex-Bossy）是瑞士日内瓦州的一个镇，位于日内瓦市区以北，向西与法国交界。
截止2009年底，科莱-博西共有居民1595人。

## 外部連結
- （法文）科莱-博西官方网站 （页面存档备份，存于）